# Ernst Jentsch

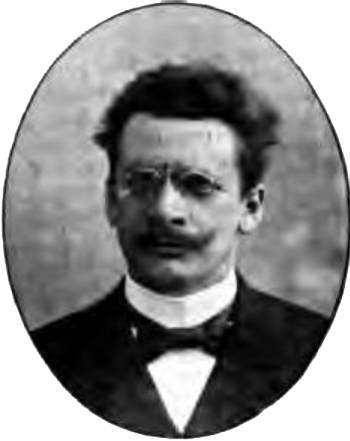
Ernst Jentsch, 1908

Ernst Anton Jentsch (1867-1919) was een Duitse psychiater. Hij schreef boeken over psychologie en pathologie en is het meest bekend geworden door zijn essay Zur Psychologie des Unheimlichen (1906). Hij heeft echter ook artikelen geschreven over stemming en de psychologie van muziek. Hij wordt ook herinnerd vanwege zijn invloed op de psychoanalist Sigmund Freud welke de werken van Jentsch in zijn artikel Das Unheimliche aanhaalt. Jentsch zijn werk was ook in belangrijke mate van invloed op de theorie van de griezelvallei (Uncanny Valley).
Jentsch stierf in 1919.

## Werken
- Musik und Nerven (2 delen), 1904-1911
- Zur Psychologie des Unheimlichen, 1906
- Die Laune, 1912
- Das pathologische bei Otto Ludwig, 1913

## Vertalingen
- Havelock Ellis, Studies of psychology of sex, vertaald als Die krankhaften Geschlechtsempfindungen auf dissoziativer Grundlage, 1907
- Cesare Lombroso, On the Psychology of the Uncanny, vertaald als Studien über Genie und Entartung, 1910